# Reminiscere
Reminiscere (Latijn voor 'Gedenk uw barmhartigheden') is de tweede zondag in de Veertigdagentijd, een periode van bezinning in het christendom als voorbereiding op het Paasfeest.
Reminiscere wordt genoemd naar de eerste woorden uit de Introïtus voor deze zondag: "Reminiscere miserationum tuarum, Domine, et misericordiæ tuæ, quæ a sæculo suntt" (Psalm 25,6).
| Latijn | Nederlands |
| --- | --- |
| Reminiscere miserationum tuarum, Domine, et misericordiæ tuæ, quæ a sæculo sunt: ne unquam dominentur nobis inimici nostri: libera nos Deus Israel ex omnibus angustiis nostris. Ps. Ad te Domine levavi animam meam: Deus meus in te confido, non erubescam. | Gedenk, o Heer, uw barmhartigheid en uw altijd geschonken ontferming; dat onze vijanden ons nooit overheersen. Mijn God, maak Israël vrij van alles waardoor het gekweld wordt. Ps. Tot U, Heer, verhef ik mijn geest; op U mijn God, vertrouw ik; beschaam mij niet. |